# Ван Хайбін
Ван Хайбін (7 вересня 1997) — китайська плавчиня.
Учасниця Олімпійських Ігор 2012 року, де в естафеті 4x100 метрів вільним стилем її збірна посіла 4-те місце.